# Rosmalen Open 2025 - Qualificazioni singolare femminile
Le qualificazioni del singolare femminile del Rosmalen Open 2025 sono un torneo di tennis preliminare per accedere alla fase finale della manifestazione disputate il 7 e l'8 giugno 2025. Le vincitrici dell'ultimo turno entreranno di diritto nel tabellone principale. In caso di ritiro di una o più giocatrici aventi diritto a questi subentreranno le lucky loser, ossia le giocatrici che perderanno nell'ultimo turno ma che avevano una classifica più alta rispetto alle altre partecipanti che avevano comunque perso nel turno finale.

## Teste di serie
1. Greet Minnen (ritirata, ancora in gara a Birmingham)
2. Elena-Gabriela Ruse (qualificata)
3. Yuan Yue (ultimo turno, lucky loser)
4. Dalma Gálfi (ultimo turno)
5. Aljaksandra Sasnovič (ultimo turno)
6. Ella Seidel (ultimo turno)

1. Robin Montgomery (ritirata)
2. Jule Niemeier (primo turno)
3. Katarzyna Kawa (ultimo turno)
4. Nina Stojanović (primo turno)
5. Joanna Garland (qualificata)
6. Mariam Bolkvadze (qualificata)

## Qualificate
1. Isis Louise van den Broek
2. Elena-Gabriela Ruse
3. Carson Branstine

1. Mariam Bolkvadze
2. Joanna Garland
3. Yanina Wickmayer

### Lucky loser
1. Yuan Yue

## Tabellone

### Legenda
| - Q = Qualificato - WC = Wild card - LL = Lucky loser | - ALT = Alternate - SE = Special Exempt - PR = Protected Ranking | - w/o = Walkover - r = Ritirato - d = Squalificato |

### Sezione 1
|  | Primo turno | Primo turno               | Primo turno               | Primo turno | Primo turno |  |  | Ultimo turno | Ultimo turno              | Ultimo turno | Ultimo turno | Ultimo turno |  |
|  |             |                           |                           |             |             |  |  |              |                           |              |              |              |  |
|  | Alt         | Nadiia Kolb               | Nadiia Kolb               | 5           | 3           |  |  |              |                           |              |              |              |  |
|  | WC          | Isis Louise van den Broek | Isis Louise van den Broek | 7           | 6           |  |  | WC           | Isis Louise van den Broek | 4            | 6            | 6            |  |
|  |             | Lian Tran                 | Lian Tran                 | 6           | 6           |  |  |              | Lian Tran                 | 6            | 1            | 4            |  |
|  | 10          | Nina Stojanović           | Nina Stojanović           | 3           | 4           |  |  |              |                           |              |              |              |  |

### Sezione 2
|  | Primo turno | Primo turno         | Primo turno         | Primo turno | Primo turno |  |  | Ultimo turno | Ultimo turno        | Ultimo turno        | Ultimo turno | Ultimo turno |  |
|  |             |                     |                     |             |             |  |  |              |                     |                     |              |              |  |
|  | 2           | Elena-Gabriela Ruse | Elena-Gabriela Ruse | 6           | 6           |  |  |              |                     |                     |              |              |  |
|  | PR          | Mihaela Buzărnescu  | Mihaela Buzărnescu  | 1           | 2           |  |  | 2            | Elena-Gabriela Ruse | Elena-Gabriela Ruse | 6            | 6            |  |
|  |             | Sofia Šapatava      | Sofia Šapatava      | 64          | 3           |  |  | 9            | Katarzyna Kawa      | Katarzyna Kawa      | 2            | 1            |  |
|  | 9           | Katarzyna Kawa      | Katarzyna Kawa      | 7           | 6           |  |  |              |                     |                     |              |              |  |

### Sezione 3
|  | Primo turno | Primo turno      | Primo turno      | Primo turno | Primo turno |  |  | Ultimo turno | Ultimo turno     | Ultimo turno     | Ultimo turno | Ultimo turno |  |
|  |             |                  |                  |             |             |  |  |              |                  |                  |              |              |  |
|  | 3           | Yuan Yue         | Yuan Yue         | 7           | 6           |  |  |              |                  |                  |              |              |  |
|  |             | Joy de Zeeuw     | Joy de Zeeuw     | 64          | 4           |  |  | 3            | Yuan Yue         | Yuan Yue         | 4            | 4            |  |
|  |             | Carson Branstine | Carson Branstine | 6           | 7           |  |  |              | Carson Branstine | Carson Branstine | 6            | 6            |  |
|  | 8           | Jule Niemeier    | Jule Niemeier    | 3           | 62          |  |  |              |                  |                  |              |              |  |

### Sezione 4
|  | Primo turno | Primo turno         | Primo turno         | Primo turno | Primo turno |  |  | Ultimo turno | Ultimo turno     | Ultimo turno     | Ultimo turno | Ultimo turno |  |
|  |             |                     |                     |             |             |  |  |              |                  |                  |              |              |  |
|  | 4           | Dalma Gálfi         | 64                  | 6           | 6           |  |  |              |                  |                  |              |              |  |
|  |             | Renáta Jamrichová   | 7                   | 4           | 4           |  |  | 4            | Dalma Gálfi      | Dalma Gálfi      | 65           | 1            |  |
|  | WC          | Loes Ebeling Koning | Loes Ebeling Koning | 3           | 2           |  |  | 12           | Mariam Bolkvadze | Mariam Bolkvadze | 7            | 6            |  |
|  | 12          | Mariam Bolkvadze    | Mariam Bolkvadze    | 6           | 6           |  |  |              |                  |                  |              |              |  |

### Sezione 5
|  | Primo turno | Primo turno          | Primo turno      | Primo turno | Primo turno |  |  | Ultimo turno | Ultimo turno         | Ultimo turno         | Ultimo turno | Ultimo turno |  |
|  |             |                      |                  |             |             |  |  |              |                      |                      |              |              |  |
|  | 5           | Aljaksandra Sasnovič | 6                | 6           | 6           |  |  |              |                      |                      |              |              |  |
|  |             | Maria Mateas         | 0                | 7           | 2           |  |  | 5            | Aljaksandra Sasnovič | Aljaksandra Sasnovič | 0            | 3            |  |
|  |             | Ekaterina Jašina     | Ekaterina Jašina | 3           | 2           |  |  | 11           | Joanna Garland       | Joanna Garland       | 6            | 6            |  |
|  | 11          | Joanna Garland       | Joanna Garland   | 6           | 6           |  |  |              |                      |                      |              |              |  |

### Sezione 6
|  | Primo turno | Primo turno      | Primo turno      | Primo turno | Primo turno |  |  | Ultimo turno | Ultimo turno     | Ultimo turno     | Ultimo turno | Ultimo turno |  |
|  |             |                  |                  |             |             |  |  |              |                  |                  |              |              |  |
|  | 6           | Ella Seidel      | 6                | 5           | 7           |  |  |              |                  |                  |              |              |  |
|  | WC          | Sarah van Emst   | 3                | 7           | 62          |  |  | 6            | Ella Seidel      | Ella Seidel      | 4            | 1            |  |
|  | PR          | Yanina Wickmayer | Yanina Wickmayer | 6           | 6           |  |  | PR           | Yanina Wickmayer | Yanina Wickmayer | 6            | 6            |  |
|  | Alt         | Jessica Failla   | Jessica Failla   | 3           | 3           |  |  |              |                  |                  |              |              |  |